# Rouffiac-d’Aude
Rouffiac-d’Aude – miejscowość i gmina we Francji, w regionie Oksytania, w departamencie Aude. Przez gminę przepływa rzeka Aude.
Według danych na rok 1990 gminę zamieszkiwało 310 osób, a gęstość zaludnienia wynosiła 59 osób/km² (wśród 1545 gmin Langwedocji-Roussillon Rouffiac-d’Aude plasuje się na 621. miejscu pod względem liczby ludności, natomiast pod względem powierzchni na miejscu 1001.).